# Deep Purple in Concert
Deep Purple in Concert – album koncertowy brytyjskiej grupy hardrockowej Deep Purple, zawierający dwa koncerty zarejestrowane przez BBC z cyklu "In Concert". Pierwsze wydanie płyty miało miejsce w Wielkiej Brytanii w roku 1980, kolejne w roku 2001 w USA.
Materiał nagrany został 19 lutego 1970 oraz 9 marca 1972.
Ostatni koncert zawiera jedyne znane nagranie na żywo utworu "Never Before" (wydanego wcześniej na singlu) oraz utwór z linii Mk II "Maybe I’m a Leo". Te dwa utwory grane były najczęściej zamiast "Child in Time" w celu promowania nowego albumu Machine Head, wydanego pod koniec marca 1972.
"Smoke on the Water" (pierwszy raz nagrany na żywo) i "Maybe I’m a Leo" nie zostały zamieszczone na pierwszym wydaniu w roku 1980. "Smoke on the Water" dostępny był tylko jako singel.
Długości utworów na wielu wydaniach z roku 2001 są podawane nieprawidłowo.

## Lista utworów
Wszystkie utwory, z wyjątkiem opisanych skomponowali Ian Gillan, Ritchie Blackmore, Roger Glover, Jon Lord i Ian Paice.

### CD 1: 1970
| 1. | "Speed King"                                            | 7:22  |
|    |                                                         |       |
| 2. | "Child in Time"                                         | 11:06 |
|    |                                                         |       |
| 3. | "Wring That Neck" (Blackmore, Nick Simper, Lord, Paice) | 18:59 |
|    |                                                         |       |
| 4. | "Mandrake Root" (Rod Evans, Blackmore, Lord)            | 17:38 |
|    |                                                         |       |
|    |                                                         | 55:05 |
|    |                                                         |       |
- CD 1 został nagrany 19 lutego 1970 w studio BBC dla "The Sunday Show"

### CD 2: 1972
| 1. | "Highway Star"                             | 8:32    |
|    |                                            |         |
| 2. | "Strange Kind of Woman"                    | 9:17    |
|    |                                            |         |
| 3. | "Maybe I'm a Leo"                          | 6:17    |
|    |                                            |         |
| 4. | "Never Before"                             | 4:34    |
|    |                                            |         |
| 5. | "Lazy"                                     | 10:22   |
|    |                                            |         |
| 6. | "Space Truckin'"                           | 21:46   |
|    |                                            |         |
| 7. | "Smoke on the Water"                       | 7:09    |
|    |                                            |         |
| 8. | "Lucille" (Albert Collins, Little Richard) | 7:21    |
|    |                                            |         |
|    |                                            | 1:15:18 |
|    |                                            |         |
- CD 2 został nagrany 9 marca 1972 w Paris Theatre w Londynie dla "BBC Sounds Of The Seventies"

## Wykonawcy
- Ian Gillan – śpiew
- Ritchie Blackmore – gitara
- Roger Glover – gitara basowa
- Jon Lord – instrumenty klawiszowe
- Ian Paice – perkusja